# Gummerner Marmor

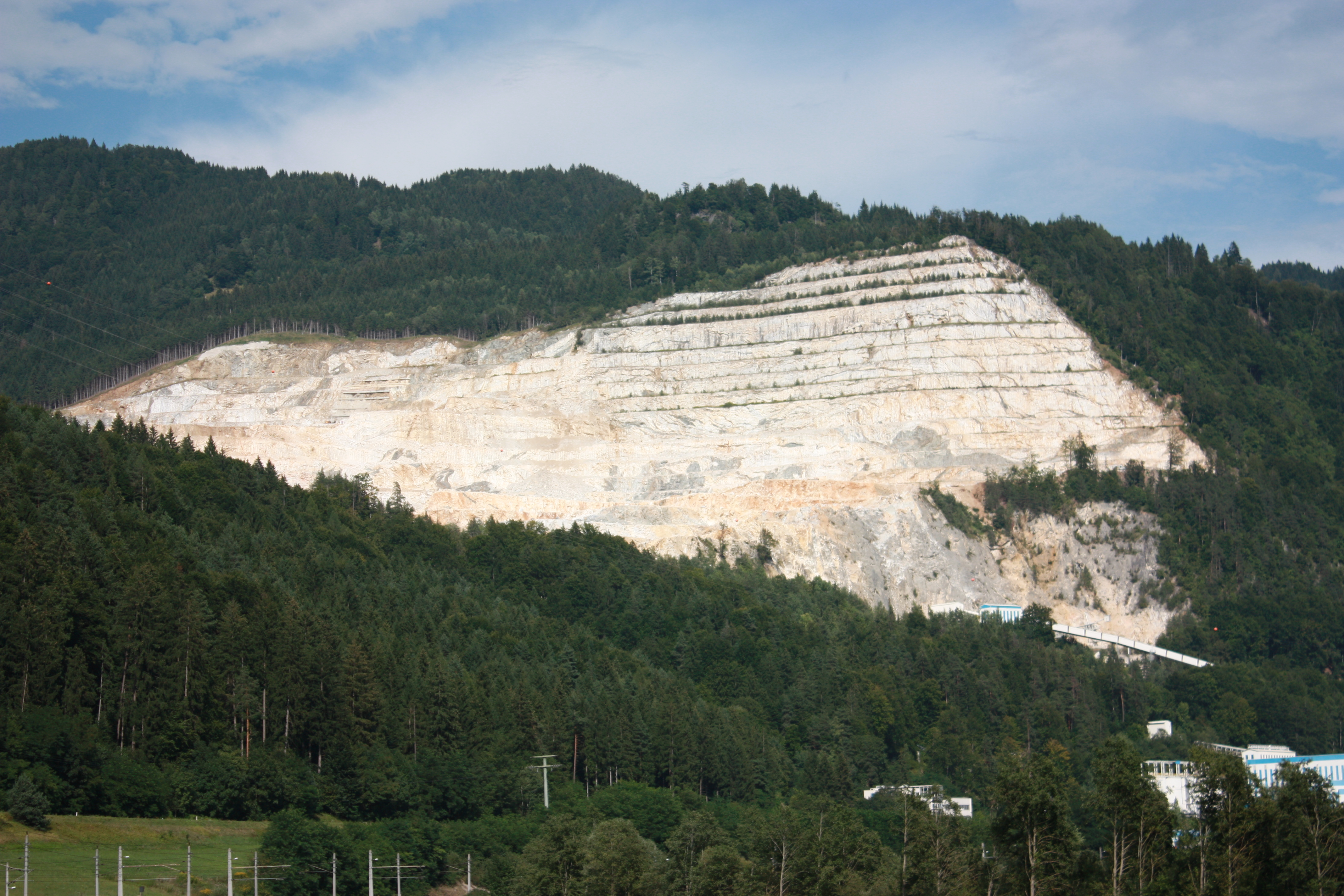
Steinbruch des Gummerner Marmor

Der Gummerner Marmor ist ein mittel- bis grobkörniger Marmor, der nordwestlich von Villach, Kärnten in Österreich abgebaut wird. Das Vorkommen wurde bereits etwa seit dem 1. Jahrhundert von den Römern genutzt.

## Gesteinsbeschreibung und Vorkommen
Der Gummerner Marmor ist hellgrau bis weiß oder roséfarben. Es treten schwarze Streifen auf. Die Marmorkristalle sind mit dem bloßen Auge erkennbar. Entstanden ist dieser Marmor während des Devon vor etwa 350–400 Millionen Jahren. Durch mehrfache Kristallisierungsprozesse erhielt dieses Gestein hohe Festigkeit und einen hohen Weißheitsgrad.
Die Vorkommen des Gummerner Marmors gehört zu einem Marmorstock, der in die altkristalline Masse der Ausläufer der Millstätter Alpen (Glimmerschiefer und Schiefergneise) eingebettet ist. Entstanden ist der Gummerner Marmor durch eine Gesteinsmetamorphose in Tiefen von 5 bis 15 Kilometern unter großem Druck und Temperaturen von 250 bis 500 °C.

## Römischer Steinbruch
In den Gummerner Steinbrüchen wurden antike römische Werkzeuge aus Eisen gefunden: Ein Zweispitz, ein Spitzhammer, Fäustel, Schlageisen, Spaltkeile und dünne eisernen Beilageplatten (so genannte Federn), die die Spaltrichtung und -wirkung verbesserten. Die Rohsteine wurden von den römischen Steinbrechern im Schramverfahren gewonnen, dabei wurden die Rohsteine seitlich mit den oben genannten Werkzeugen freigeschlagen und auf ihrer Unterseite abgespalten.

## Verwendung
Seit 1975 wird der Gummerner Marmor von der OMYA GesmbH in Gummern abgebaut. Es handelt sich um den bedeutendsten Marmorbruch Kärntens. Dieser Marmor wird selten zur Werksteinherstellung verwendet, sondern vor allem zu Marmormehl gemahlen, das in der Papier-, Farben-, Lack- und Kunststoffindustrie verwendet wird.
Der Gummerner Marmor wurde bereits in der römischen Antike für die Herstellung von Steindenkmälern verwendet. In der römischen Stadt auf dem Magdalensberg, die etwa 50 Kilometer von Gummern entfernt liegt, wurde dieser Marmor für Grabstelen verwendet. In einer Untersuchung stellte sich heraus, dass im gesamten Kärntner Raum das durch die Römer verwendete Marmormaterial aus dem Steinbruch von Gummern statistisch eindeutig dominiert. Der Marmor dürfte aber auch über den Kärntner Raum hinaus Verwendung gefunden haben, so wurde die in Graz aufgefundene Cantius-Stele vermutlich aus Gummerner Marmor gefertigt.
Eine interessante neuzeitliche Gestaltung aus Gummerner Marmor befindet sich in der Pfarrkirche von Wölfnitz, in der der Altar, Ambo und Taufbecken aus diesem Marmor geschaffen wurden.